# Michael Palin
Sir Michael Edward Palin, KCMG CBE FRGS (Sheffield, South Yorkshire, 5 de Maio de 1943) é um comediante, actor, escritor e apresentador de televisão inglês, mais conhecido por ser um dos membros do grupo de comédia Monty Python e pelos seus documentários e livros de viagens.
Palin escreveu a maioria do seu material com Terry Jones. Antes dos Monty Python, tinham trabalhado noutros programas como The Ken Dodd Show, The Frost Report e Do Not Adjust Your Set. Palin apareceu em alguns dos sketches mais famosos dos Monty Python, incluindo "Dead Parrot", "The Lumberjack Song", "The Spanish Inquisition" e "Spam". Palin continuou a trabalhar com Jones e escreveu com este a série Ripping Yarns. Também apareceu em vários filmes realizados pelo amigo dos Monty Python, Terry Gilliam e teve participações notáveis em filmes como A Fish Called Wanda, pelo qual venceu um BAFTA.
Depois dos Monty Python, começou uma nova carreira como escritor de viagens. As suas jornadas levaram-no a todo o mundo, os polos Norte e Sul, o deserto do Saara, os Himalaias e, à Europa de Leste. Em 2000 Palin tornou-se Comandante da Ordem do Império Britânico pelos seus serviços prestados à televisão. Em 2019, recebeu o título de cavaleiro-comendador (KCMG) por serviços prestados às viagens, à cultura e à geografia. Entre 2009 e 2012, Palin foi o presidente da Real Sociedade Geográfica do Reino Unido.

## Biografia
Michael Palin nasceu em Ranmoor, Sheffield, filho de Mary Rachel Lockhart 1903–1990) e de Edward Moreton Palin (1900–1977). O seu pai era engenheiro e trabalhava na área da siderurgia.
Michael começou a sua educação na Birkdale Preparatory School em Shetffield e, mais tarde, foi para a Shrewsbury School. Quando tinha 5 anos, teve a sua primeira experiência como ator na Birkdale com o papel de Martha Cratchit na peça A Christmas Carol, organizada pela escola.
Depois de deixar a Shrewsbury, Michael estudou História Moderna na Brasenose College da Universidade de Oxford. Foi com o seu amigo Robert Hewison que escreveu e representou material humorístico pela primeira vez na festa de Natal da Universidade em 1962. Terry Jones, outro estudante da Universidade de Oxford, viu a atuação e começou a escrever com Palin e Hewison. Ainda nesse ano, Michael juntou-se à Brightside and Carbrook Co-operative Society Players onde começou a ganhar alguma notoriedade depois de vencer um prémio de representação num festival de teatro cooperativo. Michael também participou como ator e escritor na revista de Oxford (intitulada Et ceteras) com Terry Jones.

## Carreira

### Primeiros anos
Depois de terminar a universidade em 1965, Palin apresentou o programa de comédia Now! para o canal Television Wales and the West. Ao mesmo tempo, Michael foi contratado por Terry Jones, que tinha deixado a Universidade um ano antes de terminar o curso, para o ajudar a escrever um documentário teatral sobre o sexo durante a História. Apesar de o projeto ter sido abandonado, este fez com que Jones e Palin se tornassem numa esquipa de escrita e levou-os a trabalhar em vários programas da BBC como The Ken Dodd Show, The Billy Cotton Bandshow e o The Illustrated Weekly Hudd. Quando foram contratados para escrever para The Frost Report, conheceram Graham Chapman, John Cleese e Eric Idle, com quem viriam a formar os Monty Python.
Apesar de se terem cruzado uns com os outros ao longo dos anos, foi no The Frost Report que trabalharam juntos pela primeira (com a exceção de Terry Gilliam que, na altura, ainda se encontrava nos Estados Unidos). O programa também marcou uma mudança na escrita de Terry Jones e Michael Palin, uma vez que, pela primeira vez, tiveram de escrever em narrativa e não apenas conceber pequenos sketches.
Depois de The Frost Report, Michael e Terry trabalharam como atores e guionistas no programa Twice a Fortnight e no programa infantil de sucesso, Do Not Adjust Your Set, onde se juntaram a Eric Idle e David Jason. Terry Gilliam juntou-se ao programa por sugestão de John Cleese e fazia as animações. O próximo passo de Michael foi feito pela mão de John Cleese, que ansioso por trabalhar com ele pediu-lhe para se juntar ao seu programa How to Irritate People. Palin e Jones voltaram a reunir-se para The Complete and Utter History of Britain.
Nesta altura, John Cleese contratou Michael para fazer um programa que mais tarde se tornaria o Monty Python's Flying Circus. Graças ao sucesso dos sketches de John e Graham Chapem em The Frost Report e em outros programas, a BBC ofereceu-lhes um programa, mas John não queria que este fosse feito apenas por duas pessoas por várias razões, entre elas a alegada personalidade complicada de Graham. Com o sucesso de Do Not Adjust Your Set, também foi oferecida uma série a Michael Palin, Terry Jones, Eric Idle e Terry Gilliam e, enquanto esta estava em produção, Palin aceitou a proposta de John e levou os seus colegas, Eric Idle, Terry Jones e Terry Gilliam consigo.

## Monty Python
Na série Monty Python’s Flying Circus, Palin representou vários papéis que foram do entusiasmo maníaco, (tal como o lenhador em The Lumberjck Song) à calma inabalável (como o vendedor em Dead Parrot, ou o proprietário da loja de queijos). A variedade de personagens de Palin também apresentava homens honestos que não se conseguiam sobrepor à autoridade de personagens representadas na sua maioria por John Cleese.
Palin escrevia com Terry Jones. Os seus sketches incluem The Lumberjack Song e Spam. Michael escreveu sozinho ou teve a ideia principal, como é o caso da Inquisição Espanhola onde foi criada a expressão “Ninguém espera a Inquisição Espanhola” (Nobody expects the Spanish Inquisition).
Estes sketches retratam situações do dia-a-dia: o homem comum numa sala de espera; um jantar fora, e introduzem um elemento inesperado: Cardeais da Inquisição Espanhola, um homem exageradamente obeso com o inesperado apelido de Creosote. A partir daqui Palin e Jones começam a elaborar um ambiente completamente novo, que passa do lógico à irracionalidade extrema.

## Depois dos Monty Python
Após o final de Flying Circus em 1974, a equipa Palin/Jones trabalhou em Ripping Yarns, uma série de comédia que foi transmitida irregularmente durante 3 anos a partir de 1976. Os dois também colaboraram na peça Secrets da série da BBC Black and Blue em 1973. Palin também apareceu em All You Need Is Cash (1978) como Eric Manchester (baseado em Derek Taylor), o agente de imprensa dos The Rutles.
Em 1982, Palin escreveu e protagonizou o filme The Missionary, que também contou com a presença de Maggie Smith. No filme, Michael faz de Reverendo Charles Fortesque, que é trazido de volta de África para ajudar prostitutas.
Também apareceu nos filmes Time Bandits, Jabberwocky e Brazil de Terry Gilliam. O seu papel de maior sucesso internacional, fora dos Monty Python, foi o de gago, quase assassino Ken Pile em Um Peixe Chamado Wanda (1988), papel que lhe valeu o BAFTA de Melhor Actor Secundário.
O grande sucesso do filme fez com que John Cleese voltasse a reunir o seu elenco principal quase 10 anos depois no filme Fierce Creatures.
Depois de filmar Fierce Creatures, Palin fez um documentário de viagens para a BBC. Quando regressou, um ano depois, descobriu que o final original de Fierce Creatures falhou nos testes e teve de voltar a ser filmado.
Teve uma pequena participação em The Wind in the Willows, realizado e protagonizado por Terry Jones. Palin também apareceu no documentário do seu amigo John Cleese, The Human Face. Palin também trabalhou no filme You've Got Mail, com Tom Hanks e Meg Ryan, mas o seu papel foi cortado integralmente.
Nos anos que se seguiram aos Monty Python, Michael também mostrou a sua faceta de ator dramático. Em 1991, Palin escreveu, produziu e protagonizou o filme American Friends, baseado em eventos verídicos da vida do seu bisavô, Edward Palin. Nesse mesmo ano, Palin representou o papel do diretor de uma escola de crianças doentes mentais na série dramática G.B.H..
Michael também teve uma pequena participação na telenovela australiana Home and Away. A sua pequena participação consistia num surfista inglês com medo de tubarões que interrompe uma conversa entre duas outras personagens para lhes perguntar se há tubarões naquelas águas. A sua cena foi filmada quando se encontrava na Austrália a filmar o documentário de viagem, Full Circle.
Após uma pausa de vários anos na representação, apenas com trabalhos de dobragem esporádicos, Michael regressou ao cinema em 2017 com o papel de Vyacheslav Molotov na comédia The Death of Stalin, realizada e escrita por Armando Iannucci.

## Documentários de viagens
O primeiro documentário de viagens de Palin foi uma parte da série de BBC de 1980, Great Railway Journeys of the World, no qual Michael recordou humoristicamente o seu passatempo de infância de viajar de comboio. Viajou por todo o Reino Unido de comboio, desde Londres até a Kyle of Lochalsh, passando por Manchester, York, Edimburgo e Inverness.
Em 1994, Palin viajou pela Irlanda na série Derry to Kerry. A série segue a jornada de Michael para encontrar as raízes da sua família, ele tentou encontrar a linha de família da sua bisavó, Brita Gallagher, que emigrou da Irlanda 150 antes durante a Grande Fome Irlandesa (1845–1849) para procurar uma vida nova em Burlington, Nova Jérsia.
A partir de 1989, Palin começou a apresentar várias séries de viagens para a BBC. Estes programas já foram transmitidos em todo o mundo e foram também lançados em VHS e, mais tarde, em DVD.
Os programas foram:
- Michael Palin Around the World in 80 Days (1989): uma viagem que seguiu o mais próximo possível a do romance de Júlio Verne, sem recorrer a transportes aéreos.
- Pole to Pole (1992): viagem desde o Pólo Norte até ao Polo Sul através da linha 30º E de longitude, andando o mais possível por terra.
- Full Circle (1997): nesta viagem, Palin andou por todos os países banhados pelo Oceano Pacífico.
- Michael Palin’s Hemmingway Adventure (1999): Palin seguiu os passos de Ernest Hamingway pelos Estados Unidos, Europa, África e Caraíbas.
- Sahara with Michael Palin (2002): viagem pelo deserto do Sara.
- Himalaya with Michael Palin (2004): viagem pela região do Himalaia.
- Michael Palin’s New Europe (2007): viagem pelos países da Europa de Leste.
- Brazil with Michael Palin (2012): viagem pelo Brasil.

Depois de cada viagem, Palin escreveu livros sobre as mesmas, onde revelou aspectos e informações que não foram incluídos nos programas. Cada livro é ilustrado com fotografias de Basil Pao.
Os programas de viagens de Michael são responsáveis pelo chamado “Efeito Palin”: as áreas do Mundo que visita, tornam-se repentinamente atracções turísticas populares. Por exemplo houve um aumento significativo da procura turística pelo Peru após Palin ter visitado Machu Picchu.

## Royal Geographical Society
Michael Palin presidiu à prestigiada Royal Geographical Society entre 2009 e 2012

## Vida Pessoal
Michael foi casado com Helen Gibbins de 1966 até enviuvar em 2023. O casal conheceu-se em 1959 quando estava de férias em Southwold, no Suffolk. O encontro foi mais tarde ficcionalizado na peça East of Ipswitch, escrita por Michael. O casal teve três filhos, Thomas (n. 1969), William (n. 1971), e Rachel (n. 1975) e quatro netos. Quando ainda era bebé, o seu filho do meio, William apareceu no filme Monty Python and the Holy Grail como Sir Que Não Aparece Neste Filme. Rachel é diretora na BBC e trabalhou em programas como MasterChef: The Professionals, William é Diretor de Conservação na Old Royal Naval College em Greenwich, Londres.

## Filmografia

### Filmes
| Year | Filme                                                                     | Papel                                | Notes                                                           | Título em Português                              |
| ---- | ------------------------------------------------------------------------- | ------------------------------------ | --------------------------------------------------------------- | ------------------------------------------------ |
| 1971 | And Now for Something Completely Different                                | Vários papéis                        | Também argumentista                                             | E Agora Algo Completamente Diferente             |
| 1975 | Monty Python and the Holy Grail                                           | Vários papéis                        | Também argumentista                                             | Monty Python e o Cálice Sagrado                  |
| 1977 | Jabberwocky                                                               | Dennis Cooper                        |                                                                 | Aventuras em Terras do Rei Bruno, o Discutível   |
| 1978 | All You Need Is Cash                                                      | Eric Manchester/Advogado             |                                                                 |                                                  |
| 1979 | Monty Python's Life of Brian                                              | Various roles                        | Também argumentista                                             | A Vida de Brian                                  |
| 1981 | Time Bandits                                                              | Vincent                              | Também argumentista Nomeação – Saturn Award de Melhor Argumento | Os Ladrões do Tempo                              |
| 1982 | Monty Python Live at the Hollywood Bowl                                   | Vários papéis                        | Também argumentista                                             |                                                  |
| 1982 | The Missionary                                                            | The Reverend Charles Fortescue       | Também argumentista/produtor                                    | Um Missionário em Apuros                         |
| 1983 | Monty Python's The Meaning of Life                                        | Vários papéis                        | Também argumentista                                             | O Sentido da Vida                                |
| 1983 | The Crimson Permanent Assurance                                           | Workman                              | Curta-metragem                                                  | A Seguradora Permanente Crimson                  |
| 1984 | A Private Function                                                        | Gilbert Chilvers                     |                                                                 | Função Privada                                   |
| 1985 | Brazil                                                                    | Jack Lint                            |                                                                 | Brazil: O Outro Lado do Sonho                    |
| 1988 | A Fish Called Wanda                                                       | Ken Pile                             | BAFTA de Melhor Ator Secundário                                 | Um Peixe Chamado Wanda                           |
| 1991 | American Friends                                                          | Reverend Francis Ashby               | Também argumentista                                             |                                                  |
| 1995 | The Wind in the Willows                                                   | Rat                                  | Voz                                                             |                                                  |
| 1996 | The Willows in Winter                                                     | Rat                                  | Voz                                                             |                                                  |
| 1996 | The Wind in the Willows                                                   | The Sun                              |                                                                 |                                                  |
| 1997 | Fierce Creatures                                                          | Adrian 'Bugsy' Malone                |                                                                 | Criaturas Ferozes                                |
| 2010 | Not the Messiah                                                           | Mrs Betty Palin/Pontius Pilate/Bevis |                                                                 |                                                  |
| 2011 | Arthur Christmas                                                          | Ernie Clicker                        | Voz                                                             | Arthur Christmas                                 |
| 2012 | A Liar's Autobiography: The Untrue Story of Monty Python's Graham Chapman | Various roles                        | Voz                                                             | Monty Python - A Autobiografia de Um Mentiroso   |
| 2014 | Monty Python Live                                                         | Various roles                        | Também argumentista                                             | Absolutely Anything - Uma Comédia Intergaláctica |
| 2015 | Absolutely Anything                                                       | Kindly Alien                         | Voz                                                             |                                                  |
| 2017 | The Death of Stalin                                                       | Vyacheslav Molotov                   |                                                                 | A Morte de Estaline                              |

### Televisão
- The Frost Report. (1966 – 1967)
- Do Not Adjust Your Set (1967 – 1969)
- How to Irritate People (1968)
- The Complete and Utter History of Britain (1969)
- Monty Python's Flying Circus (1969 – 1974)
- Three Men in a Boat (1975)
- Saturday Night Live (Apresentou o programa quatro vezes em 1978, 1979 e 1984)
- Ripping Yarns (1976–1979)
- Great Railway Journeys of the World, "Confessions of a Trainspotter" (1980)
- East of Ipswich (1987) argumentista
- Around the World in 80 Days with Michael Palin (1989)
- GBH (1991)
- Pole to Pole with Michael Palin (1992)
- Tracey Ullman: A Class Act (1993)
- Great Railway Journeys, "Derry to Kerry" (1994)
- Full Circle with Michael Palin (1997)
- Palin on Redpath (1997)
- Michael Palin's Hemingway Adventure (1999)
- Michael Palin On... The Colourists (2000)
- Sahara with Michael Palin (2002)
- Life on Air (2002)
- Himalaya with Michael Palin (2004)
- Michael Palin and the Ladies Who Loved Matisse (2004)
- Michael Palin and the Mystery of Hammershøi (2005)
- Michael Palin's New Europe (2007)
- Robbie the Reindeer – Close Encounters of the Herd Kind (2007 – Gariiiiiii/Gary)
- Around the World in 20 Years (30 December 2008)
- Brazil with Michael Palin (2012)
- The Wipers Times (2013)
- Michael Palin in Wyeth's World (2013)
- Remember Me (2014)
- Clangers (2015 – narrador)[72]
- Michael Palin's Quest for Artemisia (2015)
- Michael Palin in North Korea (2018)

### Livros de viagem
- Around the World in 80 Days (1989)
- Pole to Pole (1992)
- Full Circle (1997)
- Michael Palin's Hemingway Adventure (1999)
- Sahara (2002)
- Himalaya (2004)
- New Europe (2007)

### Monty Python
- The Pythons Autobiography by The Pythons (2003)
- Diaries 1969–1979: The Python Years (2006)

### Ficção
- Hemingway's chair (1995)
- Bert Fegg's Nasty Book for Boys and Girls (1974)
- Dr Fegg's Encyclopaedia of all world knowledge (1984)

### Livros infantis
- Small Harry and the Toothache Pills (1982)
- Limerics or The Limerick Book (1985)
- Cyril and the House of Commons (1986)
- Cyril and the Dinner Party (1986)
- The Mirrorstone (1986)

### Peças
- The Weekend (1994)